# حومة السوق
حُومَة السُوق مدينة تقع شمال جزيرة جربة، في الجنوب الشرقي التونسي. وهي عاصمة معتمدية جربة حومة السوق، إحدى معتمديات جزيرة جربة الثلاثة.

## صور

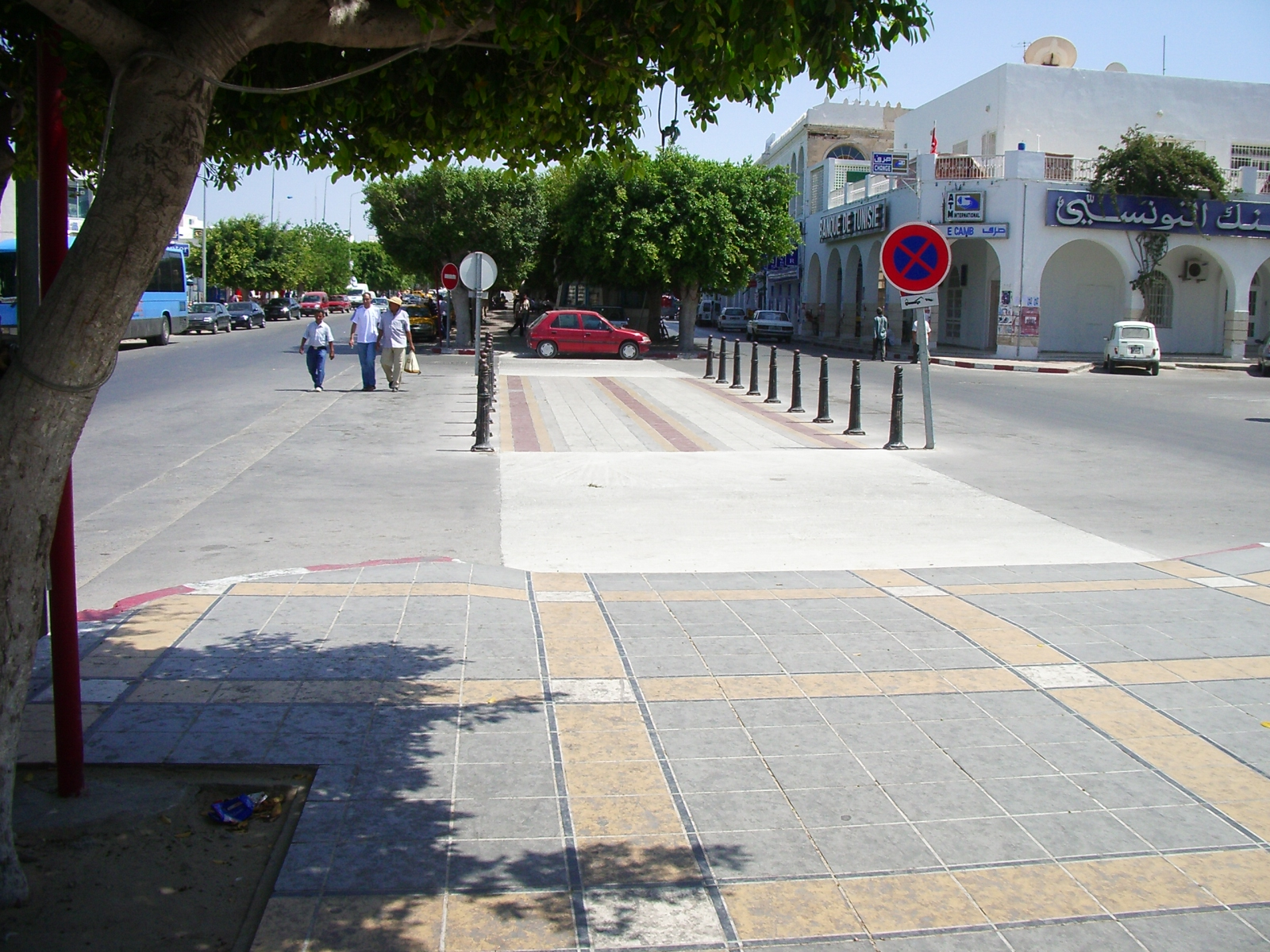
الشارع الرئيسي بحومة السوق
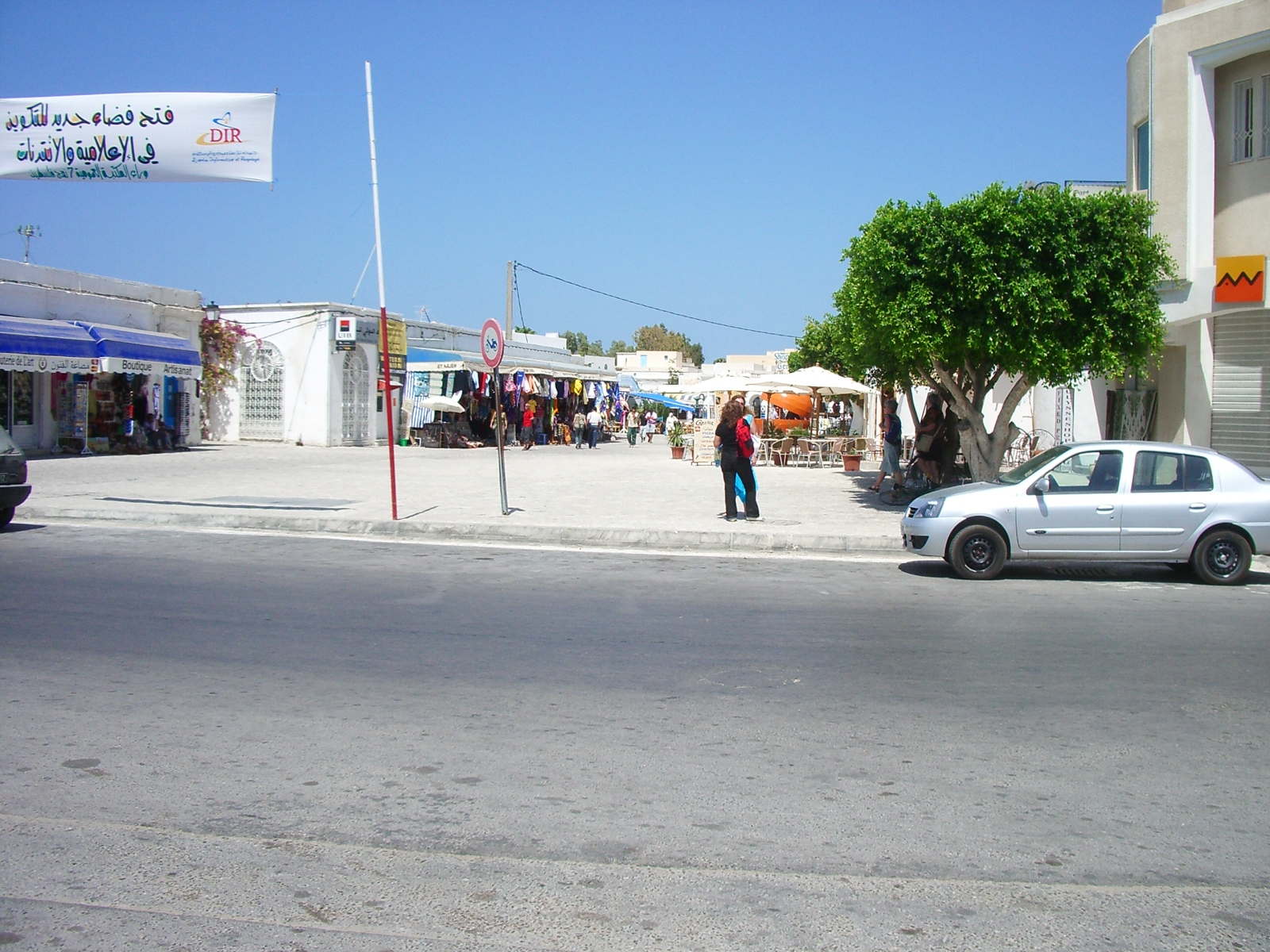
مدخل سوق الربع في حومة السوق
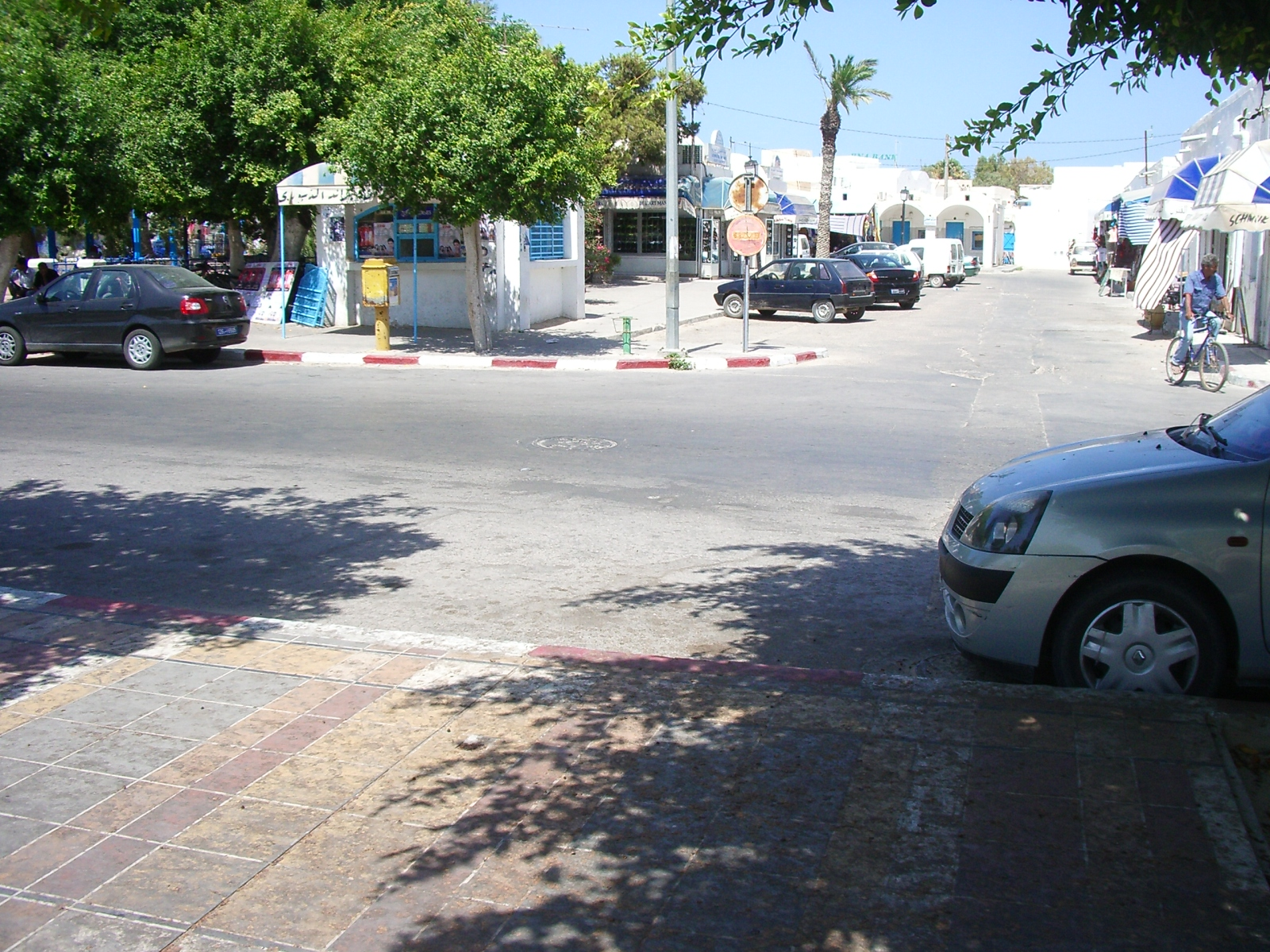
منظر من حومة السوق
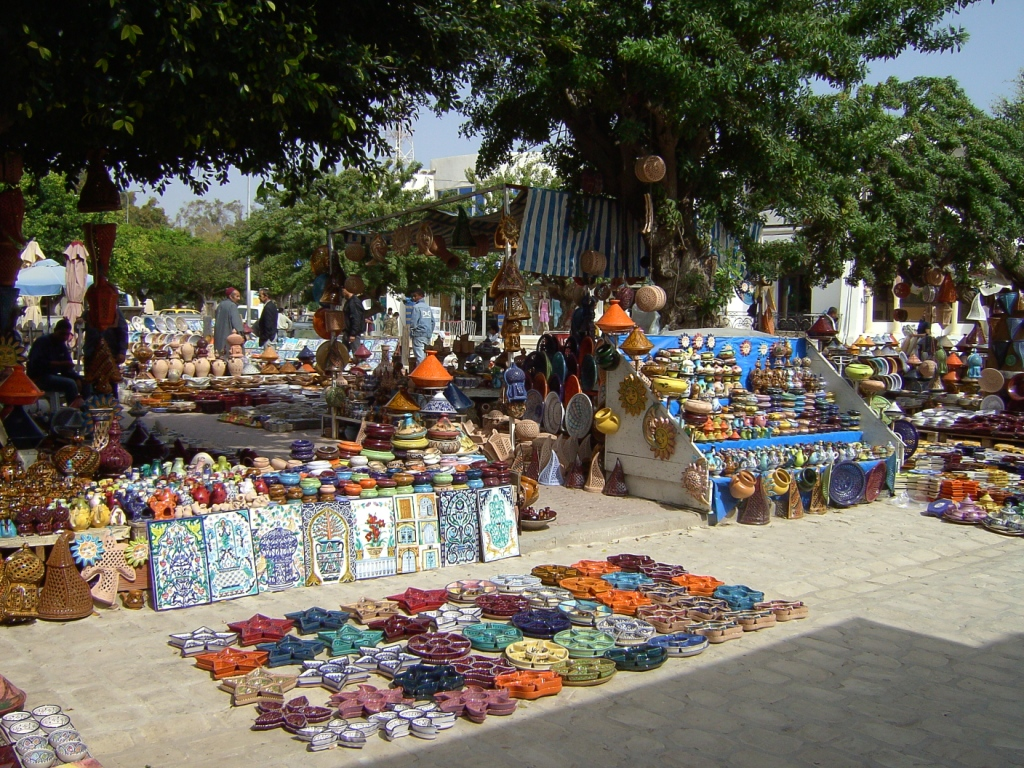
سوق الفخار في حومة السوق

## وصلات خارجية

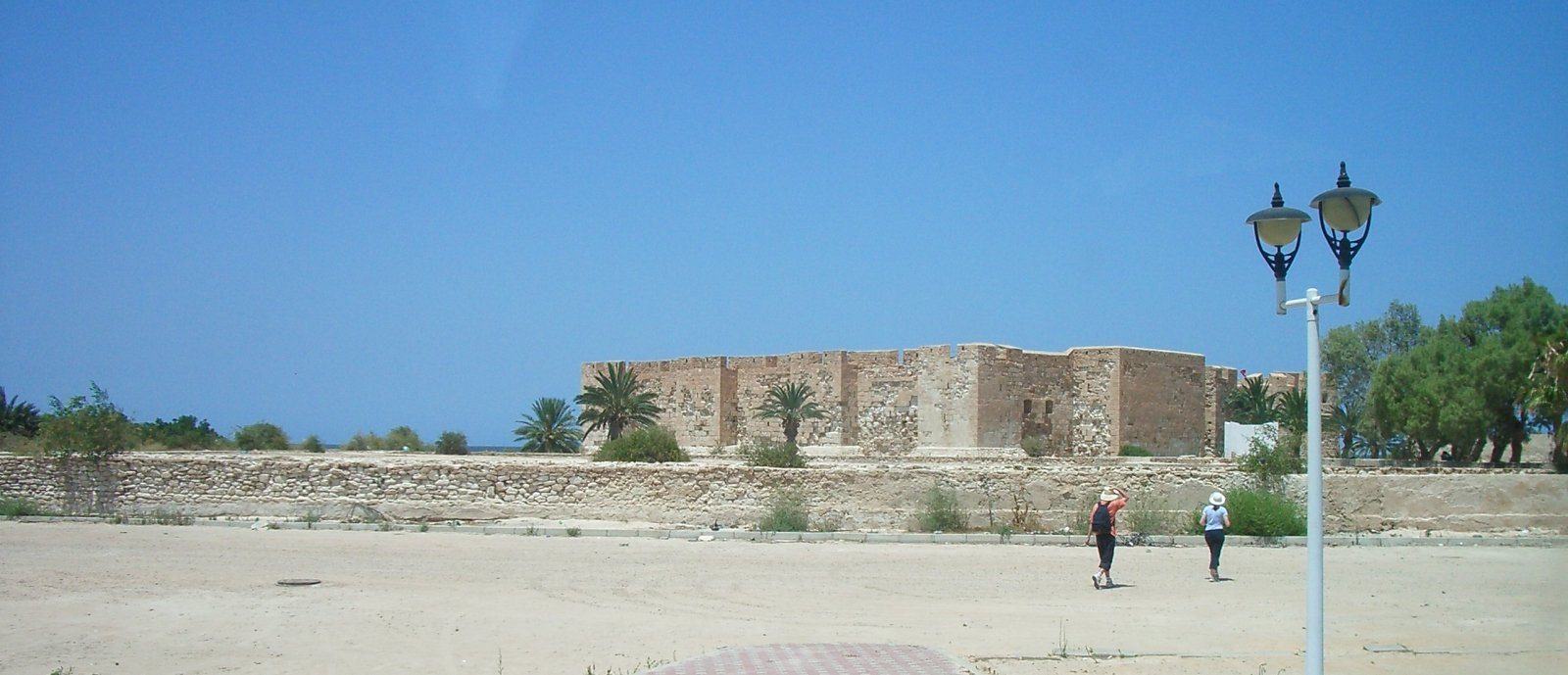
برج الغازي مصطفى في حومة السوق

## أعلام
- بسمة الجبالي

### مواضيع ذات علاقة
- جربة.
- معتمدية جربة حومة السوق.
- أجيم.
- ميدون.